# Ilha-Solteira-Stausee
Ilha Solteira ist das drittgrößte Wasserkraftwerk in Brasilien und wird vom Stromversorger CESP betrieben. Es steht am Rio Paraná zwischen den Städten Ilha Solteira (im Bundesstaat São Paulo) und Selvíria (in Mato Grosso do Sul). Der Rio Paranaíba und der Rio Grande münden in den Stausee und vereinigen sich darin zum Paraná.
In Brasilien gibt es nur zwei Wasserkraftwerke mit größerer Leistung: Itaipú und Tucuruí. Weltweit liegt Ilha Solteira unter den leistungsstärksten 20 Wasserkraftwerken. Die installierte Leistung beträgt 3444 MW, die aus 20 Francis-Turbinen gewonnen werden. Andere Quellen sprechen von 3230 oder 3504 MW.
Der Stausee ist 1195 km² groß und enthält maximal 21.166 Millionen Kubikmeter. Er wird durch ein Absperrbauwerk aufgestaut, das aus einer Kombination eines Staudamms von 3400 m und einer Gewichtsstaumauer von 975 m Länge besteht. Die Gesamtlänge wird in verschiedenen Quellen mit 5605 oder 6185 m angegeben.
Die Stauanlage Ilha Solteira ist über den 9600 m langen Kanal Pereira Barreto mit dem Wasserkraftwerk Três Irmãos verbunden. Der Jupiá-Stausee mit dem Wasserkraftwerk Souza Dias liegt abstrom.